# Theraphosa
Theraphosa là một chi nhện Nam Mỹ. Hai loài trong chi này là loại nhện có kích thước lớn.

## Các loài
- Theraphosa apophysis (Tinter, 1991) — Venezuela
- Theraphosa blondi (Latreille, 1804) — Venezuela, Brazil, Guyana

## Hình ảnh

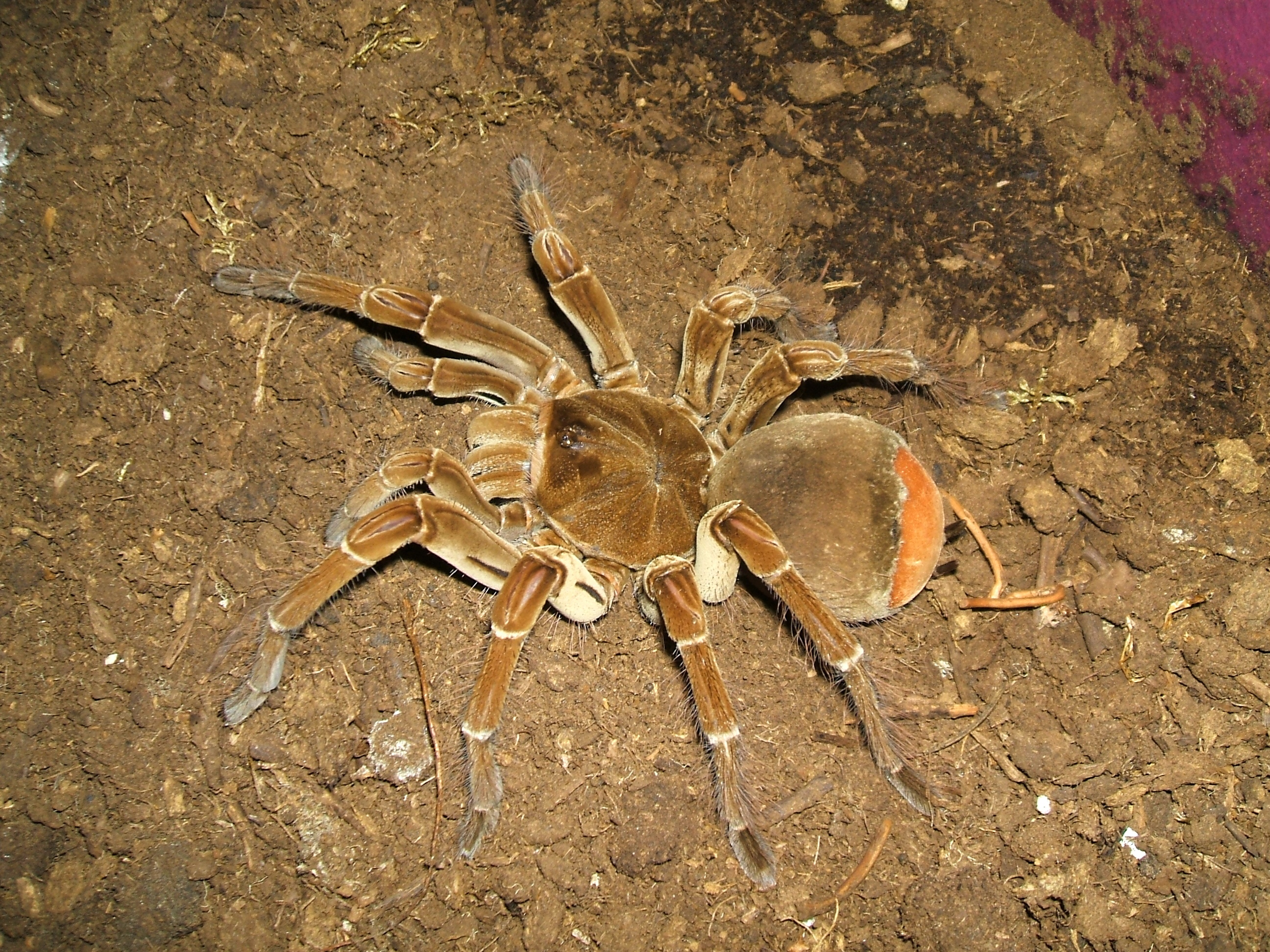
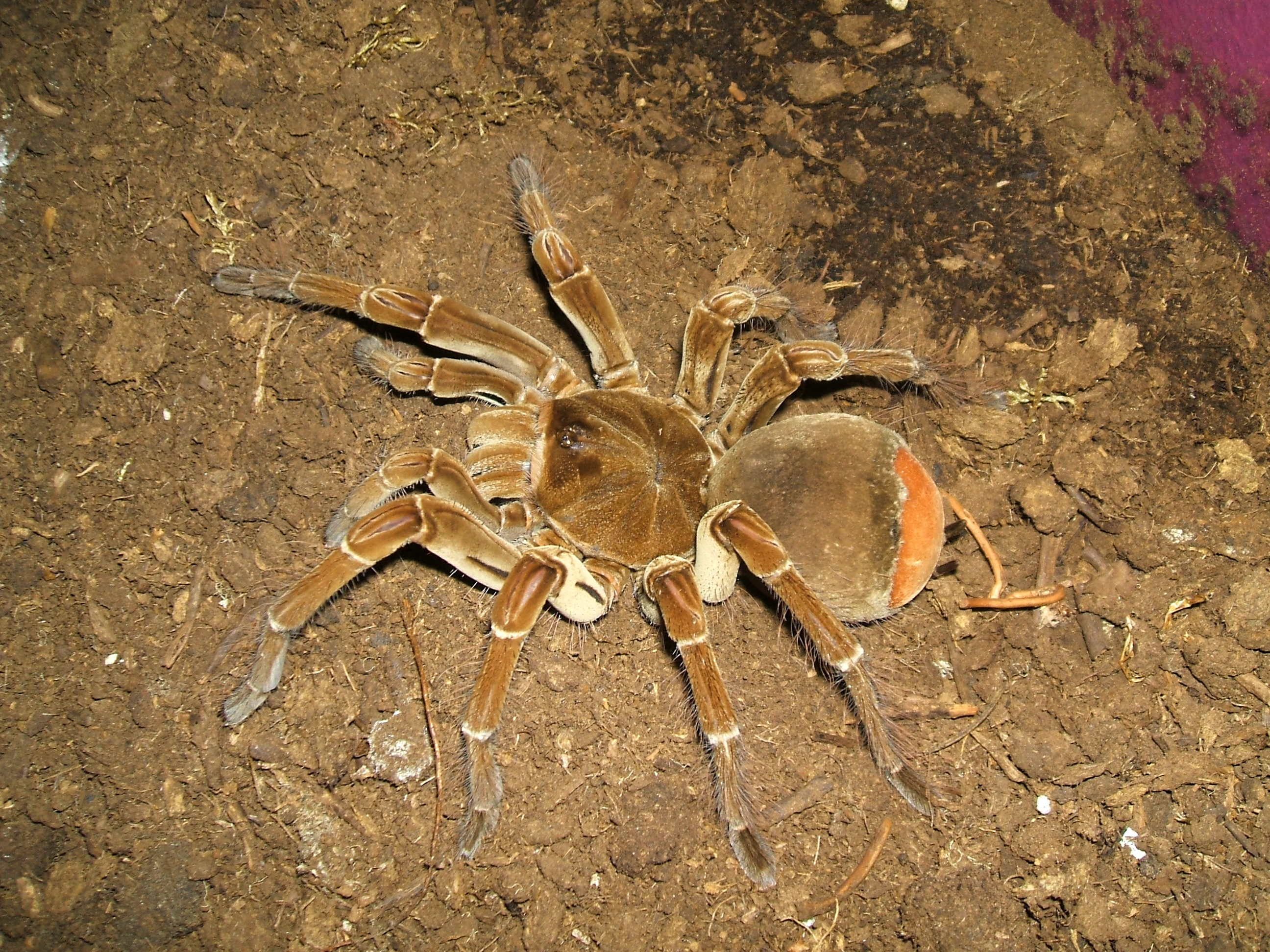